# Annie Leigh Browne
Annie Leigh Browne (* 14. März 1851 in Bridgwater, Somerset; † 8. März 1936 in Bayswater, London) war eine englisch-britische Lehrerin, Philanthropin und Aktivistin für Frauenrechte, -bildung und das Frauenwahlrecht. Sie war Mitbegründerin der College Hall, einer Frauenresidenz zum Studium am University College London, und setzte sich dafür ein, dass Frauen in die Kommunalverwaltung gewählt wurden.

## Leben
Browne war die älteste Tochter des Kaufmanns Samuel Woolcott Browne († ca. 1870) und seiner Frau Thomazine Leigh Browne, geborene Carslake, die aus Sidmouth, Devon, stammte. Ihre Eltern stammten beide aus Seefahrerfamilien und waren Unitarier und Liberale. Eine zweite Tochter, Thomazine Mary (1853–1943), wurde die zweite Ehefrau des Astronomen  Joseph Norman Lockyer. Die Familie ließ sich im Stadtteil Clifton in Bristol nieder. Browne wurde zu Hause von Gastlehrern und Gouvernanten erzogen. Durch das Engagement der Eltern in philanthropischen und sozialen Zwecken kam Browne in Kontakt mit deren Freunden, darunter die Sozialreformerinnen Mary Carpenter und Frances Power Cobbe, die zu der zeit ebenfalls in Clifton wohnten.
1868 zog die Familie nach London, und Browne besuchte ein Jahr lang das Queen's College. Im selben Jahr veranstalteten John Beddoe und seine Frau, die beide mit Mary Carpenter befreundet waren, in ihrem Haus die angeblich erste Versammlung für Frauenwahlrecht. Browne nahm daran teil, und dies war der Beginn eines langen Engagements für das Frauenwahlrecht. Browne half ihrer Mutter bei der Arbeit der Social Purity Alliance und der Moral Reform Union und unterstützte die Bemühungen der Schwestern, Maria Georgina Grey und Emily Shirreff, Schulen für akademisch orientierte Mädchen zu gründen. Zu diesem Zweck wurde 1871 die National Union for the Improvement of the Education of Women of all Classes (allgemein als Women's Education Union bekannt) gegründet.
1874 folgten Browne und ihre Mutter einer Einladung von Emma Paterson, die Organisation von Frauen in Gewerkschaften zu fördern, und Annie war bis Anfang der 1880er Jahre im Ausschuss der Women's Protective and Provident League tätig. In dieser Zeit freundete sie sich mit der Arbeiterfeministin Jeannette Wilkinson an.
Ab 1880 setzten sie, ihre Schwester und Brownes enge Freundin Mary Stewart Kilgour sich für die Bildung von Frauen ein; ihre Arbeit und Brownes Geld führten 1882 zur Eröffnung der College Hall, einer Frauenresidenz zum Studium am University College London bzw. der University of London. 1932 wurde College Hall noch einmal erheblich vergrößert. Die beiden Browne-Schwestern arbeiteten auch mit Octavia Hill und mit Samuel und Henrietta Barnett in Toynbee Hall zusammen.
Im November 1888 wurde die Society for Promoting the Return of Women as County Councillors von zwölf Frauen gegründet. Browne stellte schon früh Mittel zur Verfügung, und sie, Eva McLaren, Ishbel Maria Hamilton-Gordon und Millicent Garrett Fawcett waren wichtige Mitglieder. Später (1893) wurde die Women’s Local Government Society gegründet, deren Ziel es war, Frauen in die Kommunalverwaltungen zu wählen. Ein früher Erfolg war die Wahl zweier Frauen, Jane Cobden (für Bow und Bromley) und Margaret Sandhurst (für Brixton), in den London County Council. Zudem wurde Emma Cons zur Stadträtin (Alderman) gewählt. Fast unmittelbar setzen jedoch Anfechtungen gegen ihre Wahl ein, die nicht zu eindeutigen Ergebnissen führten. Im letzten dieser Verfahren, leitete der konservative Abgeordnete für Westminster, Walter De Souza, ein Gerichtsverfahren gegen Cons und Cobden ein. Er argumentierte, da sie unrechtmäßig ausgewählt bzw. gewählt worden seien, sei auch ihr Abstimmungsverhalten im Rat unrechtmäßig gewesen, so dass sie zu hohen Geldstrafen zu verurteilen seien. Vor Gericht entschied der Richter gegen beide Frauen, doch in der Berufung im April 1891 wurden die Strafen von ursprünglich 250 Pfund auf nominell 5 Pfund reduziert. Zudem wurde entschieden, dass Cons und Cobden zwar rechtmäßig Mitglieder des Stadtrats sein konnten, aber nicht wählen durften. Im Jahr 1894 wurde eine neue Gesetzgebung verabschiedet, die es verheirateten Frauen erlaubte, für School Boards zu kandidieren.
Über ihre Großeltern hatte Browne lebenslang enge Verbindungen nach Sidmouth in Devon. Browne teilte ihre Zeit zwischen London und Sidmouth auf, wo sie in The Hills, einem Familienbesitz, lebte. 1885 wurde May Cottage, ein Krankenhaus für die Armen, durch die Großzügigkeit mehrerer Personen, darunter Browne, die die Miete für die ersten fünf Jahre bezahlte, errichtet. Außerdem kaufte sie um 1900 etwa 20 Hektar Land auf beiden Seiten des River Sid, der sich in einem sehr schlechten Zustand befand. Ihr Ziel war es, die Landschaft zu schützen und aufzuwerten. Sie schenkte das Land nach ihrem Tod dem National Trust.
Browne war 1898 Mitglied des Exekutivausschusses der Union of Practical Suffragists, Mitglied der Central Society for Women's Suffrage (und ihrer Nachfolgerin, der London Society for Women's Suffrage) und nahm im Februar 1907 am sogenannten „Mud March“ teil, der von der National Union of Women’s Suffrage Societies (NUWSS) organisiert wurde.
Vermutlich wegen Brownes Verbindungen war Sidmouth 1909 eine der ersten Zweigstellen der NUWSS in Devon. Obwohl Browne kein Amt in der Sidmouth and District Women's Suffrage Society übernahm, war sie eine überzeugte Unterstützerin der Arbeit der Society. Sie vertrat den Zweig bei Veranstaltungen, nahm an Podiumsdiskussionen teil und stellte das ihr gehörende Woolcombe House, ein mittelalterliches Anwesen, das sie saniert und zum Veranstaltungszentrum ausgebaut hatte,  für Versammlungen zur Verfügung. Nachdem mit der Verabschiedung des Representation of the People Act 1918 ein (teilweises) Frauenwahlrecht erreicht worden war, unterstützte sie das Vorhaben, für die weitere Förderung der politischen Teilhabe eine Sidmouth Citizens' Association zu gründen und diese auf den gesamten Distrikt auszuweiten.
Während des Ersten Weltkriegs initiierte und finanzierte Browne diverse Aktivitäten in Sidmouth, darunter den Anbau von Gemüse oder die Unterbringung von belgischen Flüchtlingskindern. 1916 wurde ein Mutterschafts- und Säuglingsfürsorgezentrum mit praktischer Beratung für junge Mütter eingerichtet. 1923 wurden praktische Kurse für junge Erwachsene aus der Umgebung angeboten, damit sie leichter eine Anstellung finden konnten. Für die unitarische Kirche in Sidmouth, Old Meeting, war Browne eine sehr großzügige Wohltäterin der Kapelle und hinterließ in ihrem Testament Geld für einen Saal (Schulraum) in Sidmouth, der 1939 als „Annie-Leigh-Browne-Gedächtnisraum“ eingeweiht wurde.
Browne starb 1936 in London an Bronchitis und Lungenentzündung. Schon zu Lebzeiten hatte sie ihrer Freundin, Mary Stewart Kilgour, 5000 Pfund und das Haus The Hills in Sidmouth hinterlassen.